# Eleição municipal de João Pessoa em 2000
A eleição municipal de 2000 em João Pessoa, assim como nas demais cidades brasileiras, ocorreu em 1 de outubro de 2000 com o objetivo de eleger um prefeito, um vice-prefeito e 21 vereadores responsáveis pela administração da cidade para o mandato a se iniciar em 1° de janeiro de 2001 e com término em 31 de dezembro de 2004.
Cinco candidatos concorreram à prefeitura de João Pessoa. O então prefeito Cícero Lucena e o deputado estadual Luiz Couto foram os candidatos mais votados, mas o candidato do PMDB venceu o petista por larga vantagem de votos (193.156, contra 54.849), garantindo sua reeleição já no primeiro turno. Os demais candidatos tiveram votação inexpressiva: Lourdes Sarmento (PCO) teve 6.104 votos, Alexandre Arruda (PSTU) obteve 4.908 e Ricardo Cabral (PTN) recebeu 1.919 votos. Houve ainda 12.562 votos em branco, 23.370 votos nulos e 46.458 abstenções.
Na disputa pelas vagas na Câmara Municipal, o vereador mais votado foi Fabiano Vilar (PPB), que teve 6.071 votos. O PTB foi o partido que elegeu o maior número de vereadores - 4, seguido por PPB e PSDB com 3, PSB, PMDB, PSL e PT, com 2 vereadores e PSDC, PL e PFL, com um vereador.
PCB, PRTB, PSD e PRONA não disputaram a eleição.

## Candidatos
|  | Nº | Candidato(a) a prefeito | Candidato(a) a prefeito                                  | Candidato(a) a vice-prefeito | Candidato(a) a vice-prefeito                     | Coligação |
|  | -- | ----------------------- | -------------------------------------------------------- | ---------------------------- | ------------------------------------------------ | --- |
|  | 16 |                         | Alexandre Arruda (PSTU) Alexandre Arruda Ramalho Ribeiro |                              | Tânia Brito (PSTU) Tânia Maria de Oliveira Brito | Partido não coligado - Partido Socialista dos Trabalhadores Unificado (PSTU) |
|  | 15 |                         | Cícero Lucena (PMDB) Cícero Lucena Filho                 |                              | Haroldo Lucena (PMDB) Haroldo Coutinho de Lucena | "Por Amor a João Pessoa" - Partido do Movimento Democrático Brasileiro (PMDB) - Partido da Frente Liberal (PFL) - Partido Trabalhista Brasileiro (PTB) - Partido Liberal (PL) - Partido Social Liberal (PSL) - Partido Social Trabalhista (PST) - Partido Democrático Trabalhista (PDT) - Partido Humanista da Solidariedade (PHS) - Partido da Reconstrução Nacional (PRN) - Partido Republicano Progressista (PRP) - Partido da Social Democracia Brasileira (PSDB) - Partido Social Cristão (PSC) - Partido Verde (PV) - Partido Socialista Brasileiro (PSB) - Partido Progressista Brasileiro (PPB) - Partido Popular Socialista (PPS) - Partido da Social Democracia Cristã (PSDC) - Partido Trabalhista do Brasil (PTdoB) - Partido da Mobilização Nacional (PMN) - Partido dos Aposentados da Nação (PAN) - Partido Geral dos Trabalhadores (PGT) |
|  | 29 |                         | Lourdes Sarmento (PCO) Maria de Lourdes Sarmento         |                              | Paulo Rodrigues (PCO) Paulo Rodrigues da Silva   | Partido não coligado - Partido da Causa Operária (PCO) |
|  | 13 |                         | Luiz Couto (PT) Luiz Albuquerque Couto                   |                              | Walter Aguiar (PT) Walter Aguiar                 | "Coligados Para Todos" - Partido dos Trabalhadores (PT) - Partido Comunista do Brasil (PCdoB) |
|  | 19 |                         | Ricardo Cabral (PTN) Ricardo Antonio Camelo Cabral       |                              | Odjalva Amorim (PTN) Odjalva da Silva Amorim     | Partido não coligado - Partido Trabalhista Nacional (PTN) |

## Coligações proporcionais
| Coligação                         | Partidos                  |
| --------------------------------- | ------------------------- |
| Coligação Democrática Popular     | PFL, PPB, PST, PSDC e PGT |
| Coligação Democrática Trabalhista | PDT, PAN e PMN            |
| Coligação Trabalhista Democrática | PMDB e PTB                |
| Coligação Liberal Social          | PL e PSL                  |
| Renovação Progressista Cristã     | PSC, PRP e PRN            |
| Coligação PSDB-PHS                | PSDB e PHS                |
| Esquerda Democrática              | PPS, PSB e PV             |
| Coligados para Todos              | PT e PCdoB                |
| Sem coligação                     | PCO, PSTU e PTN           |

### Candidatos a vereador[2]
| Nº    | Candidato                | Partido | Coligação                         | Situação   |
| 13500 | Abdon                    | PT      | Coligados Para Todos              | Deferido   |
| 16166 | Adelson                  | PSTU    | PSTU                              | Deferido   |
| 40123 | Albanete                 | PSB     | Esquerda Democrática              | Deferido   |
| 22660 | Alex Costa               | PL      | Coligação Liberal Social          | Deferido   |
| 30123 | Alfredo Ferretti         | PGT     | Coligação Democrática Popular     | Deferido   |
| 14611 | Álvaro Magliano          | PTB     | Coligação Trabalhista Democrática | Deferido   |
| 33633 | Álvaro Cavalcanti        | PMN     | Coligação Democrática Trabalhista | Deferido   |
| 17601 | Alzenira Palitot         | PSL     | Coligação Liberal Social          | Deferido   |
| 45670 | Amadeu Rodrigues         | PSDB    | Coligação PSDB-PHS                | Deferido   |
| 17617 | Amintas                  | PSL     | Coligação Liberal Social          | Deferido   |
| 12590 | Anacleto Reinaldo        | PDT     | Coligação Democrática Trabalhista | Deferido   |
| 12138 | André Chaves             | PDT     | Coligação Democrática Trabalhista | Deferido   |
| 13456 | Anselmo Castilho         | PT      | Coligados Para Todos              | Deferido   |
| 13021 | Antonio Arruda           | PT      | Coligados Para Todos              | Deferido   |
| 13166 | Antonio Barbosa Filho    | PT      | Coligados Para Todos              | Deferido   |
| 14612 | Antonio Holanda          | PTB     | Coligação Trabalhista Democrática | Deferido   |
| 43000 | Antonio Pessoa           | PV      | Esquerda Democrática              | Deferido   |
| 44620 | Antonio Militão          | PRP     | Renovação Progressista Cristã     | Deferido   |
| 36673 | Antonio Nóbrega          | PRN     | Renovação Progressista Cristã     | Deferido   |
| 11611 | Araújo do Valentina      | PPB     | Coligação Democrática Popular     | Deferido   |
| 17666 | Ariano Rangel            | PSL     | Coligação Liberal Social          | Deferido   |
| 36666 | Armando Bezerra          | PRN     | Renovação Progressista Cristã     | Deferido   |
| 11633 | Assis Freire             | PPB     | Coligação Democrática Popular     | Deferido   |
| 17622 | Bade                     | PSL     | Coligação Liberal Social          | Deferido   |
| 44670 | Barros                   | PRP     | Renovação Progressista Cristã     | Deferido   |
| 23016 | Bené                     | PPS     | Esquerda Democrática              | Deferido   |
| 18600 | Betânia                  | PST     | Coligação Democrática Popular     | Indeferido |
| 17630 | Biu Cabeleireiro         | PSL     | Coligação Liberal Social          | Deferido   |
| 40200 | Bosco Meira              | PSB     | Esquerda Democrática              | Deferido   |
| 25666 | Braz                     | PFL     | Coligação Democrática Popular     | Deferido   |
| 22615 | Capitão Fábio            | PL      | Coligação Liberal Social          | Deferido   |
| 31888 | Cássia                   | PHS     | Coligação PSDB-PHS                | Indeferido |
| 31222 | Carlos Clécio            | PHS     | Coligação PSDB-PHS                | Deferido   |
| 43043 | CBS                      | PV      | Esquerda Democrática              | Deferido   |
| 36697 | Célia Frade              | PRN     | Renovação Progressista Cristã     | Deferido   |
| 45644 | Chaves                   | PSDB    | Coligação PSDB-PHS                | Deferido   |
| 12122 | Chico Franca             | PDT     | Coligação Democrática Trabalhista | Deferido   |
| 13100 | Chico Lopes              | PT      | Coligados Para Todos              | Deferido   |
| 29629 | Cláudio                  | PCO     | PCO                               | Deferido   |
| 36688 | Cláudio Rocha            | PRN     | Renovação Progressista Cristã     | Deferido   |
| 19155 | Clivandir                | PTN     | PTN                               | Deferido   |
| 11690 | Coronel Claudemir        | PPB     | Coligação Democrática Popular     | Deferido   |
| 15664 | Coronel Marcílio         | PMDB    | Coligação Trabalhista Democrática | Deferido   |
| 25333 | Creusa Pires             | PFL     | Coligação Democrática Popular     | Deferido   |
| 36601 | Damião Rodrigues         | PRN     | Renovação Progressista Cristã     | Deferido   |
| 36699 | Demetrios Fourgiotis     | PRN     | Renovação Progressista Cristã     | Deferido   |
| 36987 | Dido Aranha              | PTC     | Aliança Cristã Progressista       | Deferido   |
| 11620 | Di Lorenzo Marsicano     | PPB     | Coligação Democrática Popular     | Deferido   |
| 15698 | Dirce                    | PMDB    | Coligação Trabalhista Democrática | Deferido   |
| 40222 | Dr. Aníbal Marcolino     | PSB     | Esquerda Democrática              | Deferido   |
| 45615 | Dr. Gonzaga              | PSDB    | Coligação PSDB-PHS                | Deferido   |
| 22650 | Dr. Lima                 | PL      | Coligação Liberal Social          | Deferido   |
| 12000 | Dr. Marcos Paiva         | PDT     | Coligação Democrática Trabalhista | Deferido   |
| 45658 | Dr. Welando              | PSDB    | Coligação PSDB-PHS                | Deferido   |
| 14645 | Dra. Amália              | PTB     | Coligação Trabalhista Democrática | Deferido   |
| 22613 | Dra. Maria               | PL      | Coligação Liberal Social          | Deferido   |
| 14639 | Dra. Livramento          | PTB     | Coligação Trabalhista Democrática | Deferido   |
| 17612 | Duda Barbeiro            | PSL     | Coligação Liberal Social          | Deferido   |
| 14654 | Durval Ferreira          | PTB     | Coligação Trabalhista Democrática | Deferido   |
| 43444 | Ederaldo                 | PV      | Esquerda Democrática              | Deferido   |
| 43210 | Edilson Belo             | PV      | Esquerda Democrática              | Deferido   |
| 45630 | Edivaldo Teixeira        | PSDB    | Coligação PSDB-PHS                | Deferido   |
| 14632 | Edmilson Soares          | PTB     | Coligação Trabalhista Democrática | Deferido   |
| 43221 | Ednilza                  | PV      | Esquerda Democrática              | Deferido   |
| 13999 | Edvaldo Rosas            | PT      | Coligados Para Todos              | Deferido   |
| 45680 | Eliomar                  | PSDB    | Coligação PSDB-PHS                | Deferido   |
| 27727 | Enio Donato              | PSDC    | Coligação Democrática Popular     | Deferido   |
| 22622 | Evangelista Luiz Alberto | PL      | Coligação Liberal Social          | Deferido   |
| 27789 | Evanildo                 | PSDC    | Coligação Democrática Popular     | Deferido   |
| 25100 | Everaldo Montanha        | PFL     | Coligação Democrática Popular     | Deferido   |
| 12123 | Expedito Leite           | PDT     | Coligação Democrática Trabalhista | Deferido   |
| 40444 | Fabiano Lucena           | PSB     | Esquerda Democrática              | Deferido   |
| 14620 | Fabiano Vilar            | PTB     | Coligação Trabalhista Democrática | Deferido   |
| 17690 | Fátima Monteiro          | PSL     | Coligação Liberal Social          | Deferido   |
| 12125 | Feitosa                  | PTB     | Coligação Democrática Trabalhista | Indeferido |
| 26611 | Felipe César             | PAN     | Coligação Democrática Trabalhista | Deferido   |
| 13113 | Fernando Lopes           | PT      | Coligados Para Todos              | Deferido   |
| 27700 | Fernando do Grotão       | PSDC    | Coligação Democrática Popular     | Deferido   |
| 43613 | Flauber Santos           | PV      | Esquerda Democrática              | Deferido   |
| 22655 | Francinete               | PL      | Coligação Liberal Social          | Deferido   |
| 36987 | Francisca Gonçalves      | PRN     | Renovação Progressista Cristã     | Deferido   |
| 45633 | Francisco Gomes          | PSDB    | Coligação PSDB-PHS                | Deferido   |
| 45623 | Francisco Tito           | PSDB    | Coligação PSDB-PHS                | Deferido   |
| 44612 | Geimison das Bandas      | PRP     | Renovação Progressista Cristã     | Deferido   |
| 25300 | Genewton Ciraulo         | PFL     | Coligação Democrática Popular     | Deferido   |
| 33635 | Geraldo Alves            | PMN     | Coligação Democrática Trabalhista | Deferido   |
| 40161 | Geraldo Amorim           | PSB     | Esquerda Democrática              | Deferido   |
| 25125 | Geraldo Carneiro         | PFL     | Coligação Democrática Popular     | Deferido   |
| 44615 | Geraldo Gonçalves        | PRP     | Renovação Progressista Cristã     | Deferido   |
| 45685 | Gilvan Cabral            | PSDB    | Coligação PSDB-PHS                | Deferido   |
| 12345 | Gilvan Siqueira          | PDT     | Coligação Democrática Trabalhista | Deferido   |
| 40100 | Gorete Mamede            | PSB     | Esquerda Democrática              | Deferido   |
| 13131 | Hamurabi Duarte          | PT      | Coligados Para Todos              | Deferido   |
| 17661 | Hélio Moura              | PSL     | Coligação Liberal Social          | Deferido   |
| 36680 | Hélio Pereira            | PRN     | Renovação Progressista Cristã     | Deferido   |
| 14614 | Heraldo                  | PTB     | Coligação Trabalhista Democrática | Deferido   |
| 11614 | Heraldo do Egypto        | PPB     | Coligação Democrática Popular     | Deferido   |
| 12121 | Herbert Patrício         | PDT     | Coligação Democrática Trabalhista | Deferido   |
| 13666 | Heriberto                | PT      | Coligados Para Todos              | Deferido   |
| 43111 | Hertha                   | PV      | Esquerda Democrática              | Deferido   |
| 15123 | Hervázio Bezerra         | PMDB    | Coligação Trabalhista Democrática | Deferido   |
| 16666 | Hipólito Rodrigues       | PSTU    | PSTU                              | Deferido   |
| 25500 | Honorato                 | PFL     | Coligação Democrática Popular     | Deferido   |
| 17610 | Irmão Jayme              | PSL     | Coligação Liberal Social          | Deferido   |
| 26555 | Irmão Vicente            | PFL     | Coligação Democrática Popular     | Deferido   |
| 12369 | Irmão Zé Alves           | PDT     | Coligação Democrática Trabalhista | Deferido   |
| 14621 | Ironaldo Leal            | PTB     | Coligação Trabalhista Democrática | Deferido   |
| 13177 | Isaías                   | PT      | Coligados Para Todos              | Deferido   |
| 25800 | Ivaldo Filho             | PFL     | Coligação Democrática Popular     | Deferido   |
| 65666 | Jáder                    | PCdoB   | Coligados Para Todos              | Deferido   |
| 36789 | Jaime Carneiro           | PRN     | Renovação Progressista Cristã     | Deferido   |
| 12900 | Jair Santana             | PDT     | Coligação Democrática Trabalhista | Deferido   |
| 17650 | Jair Santos              | PSL     | Coligação Liberal Social          | Deferido   |
| 11655 | Jairo Novais             | PPB     | Coligação Democrática Popular     | Deferido   |
| 12456 | João Almeida             | PDT     | Coligação Democrática Trabalhista | Deferido   |
| 25649 | João Bosco               | PFL     | Coligação Democrática Popular     | Deferido   |
| 11612 | João Corujinha           | PPB     | Coligação Democrática Popular     | Deferido   |
| 45655 | João Cunha               | PSDB    | Coligação PSDB-PHS                | Deferido   |
| 45645 | João Gonçalves           | PSDB    | Coligação PSDB-PHS                | Deferido   |
| 36300 | João Paulino Maia        | PRN     | Renovação Progressista Cristã     | Deferido   |
| 22656 | João dos Santos          | PL      | Coligação PSDB-PFL-PL             | Deferido   |
| 13444 | Joaquim Neto             | PT      | Coligados Para Todos              | Deferido   |
| 17655 | Johni Rocha              | PSL     | Coligação Liberal Social          | Deferido   |
| 23456 | Jorge Aércio             | PPS     | Esquerda Democrática              | Deferido   |
| 13123 | Jorge Camilo             | PT      | Coligados Para Todos              | Deferido   |
| 15678 | Josauro                  | PMDB    | Coligação Trabalhista Democrática | Deferido   |
| 13610 | José Bezerra             | PT      | Coligados Para Todos              | Deferido   |
| 13333 | José Carlos Deda         | PT      | Coligados Para Todos              | Deferido   |
| 14628 | José Felício             | PTB     | Coligação Trabalhista Democrática | Deferido   |
| 43880 | José Felipe da Fonseca   | PV      | Esquerda Democrática              | Deferido   |
| 17618 | José Fontes              | PSL     | Coligação Liberal Social          | Deferido   |
| 26333 | José Mário               | PAN     | Coligação Democrática Trabalhista | Deferido   |
| 27711 | Josefa Oliveira          | PSDC    | Coligação Democrática Popular     | Deferido   |
| 45656 | Josimar Viana            | PSDB    | Coligação PSDB-PHS                | Deferido   |
| 36222 | Josinato                 | PRN     | Renovação Progressista Cristã     | Deferido   |
| 40555 | Jovem China Eronaldo     | PSB     | Esquerda Democrática              | Deferido   |
| 13313 | Júlio Rafael             | PT      | Coligados Para Todos              | Deferido   |
| 22633 | Laércio Braga            | PL      | Coligação Liberal Social          | Deferido   |
| 14637 | Lailton Bastos           | PTB     | Coligação Trabalhista Democrática | Deferido   |
| 43456 | Leda                     | PV      | Esquerda Democrática              | Deferido   |
| 44660 | Leninha                  | PRP     | Renovação Progressista Cristã     | Deferido   |
| 45688 | Léo Vieira               | PSDB    | Coligação PSDB-PHS                | Deferido   |
| 36120 | Linda                    | PRN     | Renovação Progressista Cristã     | Indeferido |
| 17607 | Lúcia                    | PSL     | Coligação Liberal Social          | Indeferido |
| 13660 | Luciano Cartaxo          | PT      | Coligados Para Todos              | Deferido   |
| 22623 | Luiz Otávio              | PL      | Coligação Liberal Social          | Deferido   |
| 17608 | Luiz da Silva            | PSL     | Coligação Liberal Social          | Deferido   |
| 44699 | Luiz do Sindicato        | PRP     | Renovação Progressista Cristã     | Deferido   |
| 14602 | Luzia Vidal              | PTB     | Coligação Trabalhista Democrática | Deferido   |
| 44669 | Luzinete Fernandes       | PRP     | Renovação Progressista Cristã     | Deferido   |
| 17633 | Mac                      | PSL     | Coligação Liberal Social          | Indeferido |
| 36012 | Mamedio                  | PRN     | Renovação Progressista Cristã     | Deferido   |
| 40234 | Mangaba                  | PSB     | Esquerda Democrática              | Deferido   |
| 25674 | Manoel de Jesus          | PFL     | Coligação Democrática Popular     | Deferido   |
| 22630 | Marcelo Sobrinho         | PL      | Coligação Liberal Social          | Deferido   |
| 11678 | Marconi Paiva            | PPB     | Coligação Democrática Popular     | Deferido   |
| 23023 | Marcos Maciel            | PPS     | Esquerda Democrática              | Deferido   |
| 12000 | Marcos Paiva             | PDT     | Coligação Democrática Trabalhista | Deferido   |
| 44644 | Marcos Torquato          | PRP     | Renovação Progressista Cristã     | Deferido   |
| 14670 | Marcos Vinícius Nóbrega  | PTB     | Coligação Trabalhista Democrática | Deferido   |
| 14663 | Maria Luiza              | PTB     | Coligação Trabalhista Democrática | Deferido   |
| 25808 | Maria Paraíba            | PFL     | Coligação Democrática Popular     | Deferido   |
| 29929 | Maria das Dores          | PCO     | PCO                               | Deferido   |
| 15611 | Maria das Graças         | PMDB    | Coligação Trabalhista Democrática | Deferido   |
| 23623 | Maria do Carmo           | PPS     | Esquerda Democrática              | Deferido   |
| 43777 | Marinho Vigilante        | PV      | Esquerda Democrática              | Deferido   |
| 45660 | Mário Cahino             | PSDB    | Coligação PSDB-PHS                | Deferido   |
| 25456 | Mário Negócio            | PFL     | Coligação Democrática Popular     | Deferido   |
| 14626 | Marlene Barbosa          | PTB     | Coligação Trabalhista Democrática | Deferido   |
| 36611 | Martim                   | PRN     | Renovação Progressista Cristã     | Deferido   |
| 36111 | Mi                       | PRN     | Renovação Progressista Cristã     | Deferido   |
| 14666 | Milanez                  | PTB     | Coligação Trabalhista Democrática | Deferido   |
| 23333 | Morena                   | PPS     | Esquerda Democrática              | Deferido   |
| 40789 | Nadja Palitot            | PSB     | Esquerda Democrática              | Deferido   |
| 17654 | Nailde Panta             | PSL     | Coligação Liberal Social          | Deferido   |
| 14648 | Neuza                    | PTB     | Coligação Trabalhista Democrática | Deferido   |
| 22677 | Nivaldo Manoel           | PL      | Coligação Liberal Social          | Deferido   |
| 36600 | Norma Brito              | PRN     | Renovação Progressista Cristã     | Deferido   |
| 44614 | Normando Costa           | PRP     | Renovação Progressista Cristã     | Deferido   |
| 45612 | Orlando Madruga          | PSDB    | Coligação PSDB-PHS                | Deferido   |
| 23123 | Pablo                    | PPS     | Esquerda Democrática              | Deferido   |
| 13213 | Padre Adelino            | PT      | Coligados Para Todos              | Deferido   |
| 45662 | Pascoal                  | PSDB    | Coligação PSDB-PHS                | Deferido   |
| 15633 | Pastor Adalberto         | PMDB    | Coligação Trabalhista Democrática | Deferido   |
| 22600 | Pastor Miguel Arcanjo    | PL      | Coligação Liberal Social          | Deferido   |
| 22678 | Pastor Vanderlan         | PL      | Coligação Liberal Social          | Deferido   |
| 13200 | Paula Frassinete         | PT      | Coligados Para Todos              | Deferido   |
| 14678 | Paulo Gomes              | PTB     | Coligação Trabalhista Democrática | Deferido   |
| 45698 | Paulo Paiva              | PSDB    | Coligação PSDB-PHS                | Deferido   |
| 14633 | Pedro Alberto Coutinho   | PTB     | Coligação Trabalhista Democrática | Deferido   |
| 40300 | Pedro Alves              | PSB     | Esquerda Democrática              | Deferido   |
| 45699 | Pedro Fialho             | PSDB    | Coligação PSDB-PHS                | Deferido   |
| 45613 | Pedro Flores             | PSDB    | Coligação PSDB-PHS                | Deferido   |
| 17614 | Pedro do Caminhão        | PSL     | Coligação Liberal Social          | Deferido   |
| 15666 | Pedro Macedo             | PMDB    | Coligação Trabalhista Democrática | Deferido   |
| 13234 | Pedro Paulo do EEPAC     | PT      | Coligados Para Todos              | Deferido   |
| 45677 | Pedro Pontes             | PSDB    | Coligação PSDB-PHS                | Deferido   |
| 44622 | Pereira do Valentina     | PRP     | Renovação Progressista Cristã     | Deferido   |
| 45622 | Perilo Lucena            | PSDB    | Coligação PSDB-PHS                | Deferido   |
| 15637 | Petrônio Wanderley       | PMDB    | Coligação Trabalhista Democrática | Deferido   |
| 15606 | Pinto do Acordeon        | PMDB    | Coligação Trabalhista Democrática | Deferido   |
| 40400 | Polion Carneiro          | PSB     | Esquerda Democrática              | Deferido   |
| 15690 | Possidônio               | PMDB    | Coligação Trabalhista Democrática | Deferido   |
| 15628 | Potengi Lucena           | PMDB    | Coligação Trabalhista Democrática | Deferido   |
| 11622 | Professor Emmanoel Rocha | PPB     | Coligação Democrática Popular     | Deferido   |
| 43500 | Professor Orlando Monte  | PV      | Esquerda Democrática              | Deferido   |
| 13356 | Professor Genildo        | PT      | Coligados Para Todos              | Deferido   |
| 11666 | Professor Geraldo        | PPB     | Coligação Democrática Popular     | Deferido   |
| 40111 | Professor Guerra         | PSB     | Esquerda Democrática              | Deferido   |
| 13210 | Professor Marcelo        | PT      | Coligados Para Todos              | Deferido   |
| 23523 | Professor Mendes         | PPS     | Esquerda Democrática              | Deferido   |
| 13013 | Professor Zacarias       | PT      | Coligados Para Todos              | Deferido   |
| 40333 | Professora Nazilda       | PSB     | Esquerda Democrática              | Deferido   |
| 11621 | Professora Zélia         | PPB     | Coligação Democrática Popular     | Deferido   |
| 44655 | Quirino do Jegue         | PRP     | Renovação Progressista Cristã     | Deferido   |
| 43333 | Regina                   | PV      | Esquerda Democrática              | Deferido   |
| 17644 | Reginaldo Pereira        | PSL     | Coligação Liberal Social          | Deferido   |
| 36147 | Ribeiro                  | PRN     | Renovação Progressista Cristã     | Deferido   |
| 23223 | Ricardo Afonso           | PPS     | Esquerda Democrática              | Deferido   |
| 36123 | Ricardo Leandro          | PRN     | Renovação Progressista Cristã     | Deferido   |
| 15609 | Roberta                  | PMDB    | Coligação Trabalhista Democrática | Deferido   |
| 23222 | Roberto Ferreira         | PPS     | Esquerda Democrática              | Deferido   |
| 43608 | Roberto Lima             | PV      | Esquerda Democrática              | Deferido   |
| 40456 | Roberto Lucena           | PSB     | Esquerda Democrática              | Indeferido |
| 27710 | Roberto de Oliveira      | PSDC    | Coligação Democrática Popular     | Deferido   |
| 13222 | Rodrigo Soares           | PT      | Coligados Para Todos              | Deferido   |
| 45678 | Rogério Ferragens        | PSDB    | Coligação PSDB-PHS                | Deferido   |
| 23666 | Rosângela Santos         | PPS     | Esquerda Democrática              | Deferido   |
| 25123 | Rosano                   | PFL     | Coligação Democrática Popular     | Deferido   |
| 31111 | Rose                     | PHS     | Coligação PSDB-PHS                | Deferido   |
| 40666 | Russo                    | PSB     | Esquerda Democrática              | Deferido   |
| 45600 | Sales Dantas             | PSDB    | Coligação PSDB-PHS                | Deferido   |
| 15640 | Sargento Tapa            | PMDB    | Coligação Trabalhista Democrática | Deferido   |
| 36655 | Sérgio Bastos            | PRN     | Renovação Progressista Cristã     | Deferido   |
| 15615 | Sérgio Lucena            | PMDB    | Coligação Trabalhista Democrática | Deferido   |
| 25555 | Shirley Targino          | PFL     | Coligação Democrática Popular     | Renúncia   |
| 33601 | Silvio Santos            | PMN     | Coligação Democrática Trabalhista | Deferido   |
| 65123 | Simão Almeida            | PCdoB   | Coligados Para Todos              | Deferido   |
| 25222 | Sinval                   | PFL     | Coligação Democrática Popular     | Deferido   |
| 22670 | Siqueira                 | PL      | Coligação Liberal Social          | Deferido   |
| 22699 | Sobral                   | PL      | Coligação Liberal Social          | Deferido   |
| 25321 | Socorro Lima             | PFL     | Coligação Democrática Popular     | Deferido   |
| 40116 | Socorro Nóbrega          | PSB     | Esquerda Democrática              | Deferido   |
| 11688 | Sócrates Pedro           | PPB     | Coligação Democrática Popular     | Deferido   |
| 43789 | Soldado Crispim          | PV      | Esquerda Democrática              | Deferido   |
| 31555 | Sônia Rejane             | PHS     | Coligação PSDB-PHS                | Indeferido |
| 36620 | Soraia                   | PRN     | Renovação Progressista Cristã     | Deferido   |
| 13670 | Souza                    | PT      | Coligados Para Todos              | Deferido   |
| 25369 | Tânia Castelliano        | PFL     | Coligação Democrática Popular     | Deferido   |
| 31031 | Tarcísio Farias          | PHS     | Coligação PSDB-PHS                | Deferido   |
| 14640 | Tavinho                  | PTB     | Coligação Trabalhista Democrática | Deferido   |
| 22640 | Terezinha                | PL      | Coligação Liberal Social          | Deferido   |
| 22663 | Tidinho                  | PL      | Coligação Liberal Social          | Deferido   |
| 45601 | Tim Maia                 | PSDB    | Coligação PSDB-PHS                | Deferido   |
| 36333 | Tony                     | PRN     | Renovação Progressista Cristã     | Deferido   |
| 29029 | Tony Sérgio              | PCO     | PCO                               | Deferido   |
| 11600 | Ulisses Muniz            | PPB     | Coligação Democrática Popular     | Deferido   |
| 45690 | Valdez Cabral            | PSDB    | Coligação PSDB-PHS                | Deferido   |
| 25147 | Valéria Bezerra          | PFL     | Coligação Democrática Popular     | Deferido   |
| 13111 | Valquíria Alencar        | PT      | Coligados Para Todos              | Deferido   |
| 43222 | Valter Guardião          | PV      | Esquerda Democrática              | Deferido   |
| 15680 | Vandi Brito              | PMDB    | Coligação Trabalhista Democrática | Deferido   |
| 22644 | Vando Viegas             | PL      | Coligação Liberal Social          | Deferido   |
| 15660 | Venilton Holanda         | PMDB    | Coligação Trabalhista Democrática | Deferido   |
| 45611 | Viegas                   | PSDB    | Coligação PSDB-PHS                | Deferido   |
| 44688 | Walace Freire            | PRP     | Renovação Progressista Cristã     | Deferido   |
| 13777 | Walberto Freire          | PT      | Coligados Para Todos              | Deferido   |
| 43123 | Walmir Rufino            | PV      | Esquerda Democrática              | Deferido   |
| 45666 | Walter Gomes             | PSDB    | Coligação PSDB-PHS                | Deferido   |
| 20123 | Walter Veríssimo         | PSC     | Renovação Progressista Cristã     | Deferido   |
| 15655 | Weruska                  | PMDB    | Coligação Trabalhista Democrática | Deferido   |
| 29229 | Wilson                   | PCO     | PCO                               | Deferido   |
| 22612 | Zailton                  | PL      | Coligação Liberal Social          | Deferido   |
| 15650 | Zé Mariz                 | PMDB    | Coligação Trabalhista Democrática | Deferido   |
| 11644 | Zezinho Carrapicho       | PPB     | Coligação Democrática Popular     | Deferido   |
| 11616 | Zezinho do Botafogo      | PPB     | Coligação Democrática Popular     | Deferido   |
| 44611 | Zezito do Carimbo        | PRP     | Renovação Progressista Cristã     | Deferido   |
| 36603 | Zuca Rabelo              | PRN     | Renovação Progressista Cristã     | Deferido   |

## Resultados
| 1º Turno 1 de outubro de 2000 | 1º Turno 1 de outubro de 2000 | 1º Turno 1 de outubro de 2000 | 1º Turno 1 de outubro de 2000 |
| Candidato(a)                  | Vice                          | Votação                       | Votação                       |
| Candidato(a)                  | Vice                          | Total                         | Porcentagem                   |
| ----------------------------- | ----------------------------- | ----------------------------- | ----------------------------- |
| Cícero Lucena (PMDB)          | Haroldo Lucena (PMDB)         | 193.156                       | 74,02%                        |
| Luiz Couto (PT)               | Walter Aguiar (PT)            | 54.849                        | 21,02%                        |
| Lourdes Sarmento (PCO)        | Paulo Rodrigues (PCO)         | 6.104                         | 2,34%                         |
| Alexandre Arruda (PSTU)       | Tânia Brito (PSTU)            | 4.908                         | 1,88%                         |
| Ricardo Cabral (PTN)          | Odjalva Amorim (PTN)          | 1.919                         | 0,74%                         |
| Total de votos válidos        | Total de votos válidos        | 260.936                       | 100,00%                       |
| Votos apurados                |                               |                               |                               |
| Votos válidos                 | Votos válidos                 | 260.936                       | 87,90%                        |
| Votos em branco               | Votos em branco               | 12.562                        | 4,23%                         |
| Votos nulos                   | Votos nulos                   | 23.370                        | 7,87%                         |
| Total de votos apurados       | Total de votos apurados       | 296.868                       | 100,00%                       |
| Eleitores                     |                               |                               |                               |
| Comparecimento                | Comparecimento                | 296.868                       | 86,47%                        |
| Abstenções                    | Abstenções                    | 46.458                        | 13,53%                        |
| Total de eleitores            | Total de eleitores            | 343.326                       | 100,00%                       |

| Partido | Partido | Candidato        | Votos   | Votos (%) |
| ------- | ------- | ---------------- | ------- | --------- |
|         | PMDB    | Cícero Lucena    | 193 156 | 74,02%    |
|         | PT      | Luiz Couto       | 54 849  | 21,02%    |
|         | PCO     | Lourdes Sarmento | 6 104   | 2,34%     |
|         | PSTU    | Alexandre Arruda | 4 908   | 1,88%     |
|         | PTN     | Ricardo Cabral   | 1 919   | 0,74%     |
| Totais  | Totais  | Totais           | 260 936 |           |

## Vereadores eleitos
| Candidato eleito        | Partido | Votação | Porcentagem | Cidade onde nasceu | Unidade federativa |
| Fabiano Vilar           | PPB     | 6.071   | 2,20%       | Taperoá            | Paraíba            |
| Fabiano Lucena          | PSB     | 5.926   | 2,14%       | João Pessoa        | Paraíba            |
| Hervázio Bezerra        | PMDB    | 5.637   | 2,04%       | João Pessoa        | Paraíba            |
| Pastor Miguel Arcanjo   | PL      | 4.985   | 1,80%       | Santo André        | São Paulo          |
| Edmilson Soares         | PTB     | 4.799   | 1,74%       | João Pessoa        | Paraíba            |
| Josauro                 | PMDB    | 4.081   | 1,48%       | São Mamede         | Paraíba            |
| Marcos Vinícius Nóbrega | PTB     | 3.809   | 1,38%       | Jequié             | Bahia              |
| Durval Ferreira         | PTB     | 3.808   | 1,38%       | João Pessoa        | Paraíba            |
| Fernando Milanez        | PTB     | 3.807   | 1,38%       | João Pessoa        | Paraíba            |
| João Gonçalves          | PSDB    | 3.654   | 1,32%       | João Pessoa        | Paraíba            |
| Luciano Cartaxo         | PT      | 3.504   | 1,27%       | Sousa              | Paraíba            |
| Walter Gomes            | PSDB    | 3.166   | 1,15%       | João Pessoa        | Paraíba            |
| João dos Santos         | PSL     | 2.966   | 1,07%       | João Pessoa        | Paraíba            |
| Aníbal Marcolino        | PSB     | 2.949   | 1,07%       | João Pessoa        | Paraíba            |
| Pedro do Caminhão       | PSL     | 2.736   | 0,99%       | Caiçara            | Paraíba            |
| Mário Cahino            | PSDB    | 2.710   | 0,98%       | João Pessoa        | Paraíba            |
| Sinval                  | PFL     | 2.464   | 0,89%       | João Pessoa        | Paraíba            |
| Fernando do Grotão      | PSDC    | 2.221   | 0,80%       | João Pessoa        | Paraíba            |
| Padre Adelino           | PT      | 2.114   | 0,77%       | Belém              | Paraíba            |
| Zezinho do Botafogo     | PPB     | 2.108   | 0,76%       | João Pessoa        | Paraíba            |
| José Bezerra            | PPB     | 2.051   | 0,74%       | João Pessoa        | Paraíba            |

## Aspectos da campanha
Esta foi a primeira eleição municipal que teve a participação do PTN (atual Podemos) em João Pessoa. O partido lançou apenas Clivandir Araújo para vereador, tendo recebido apenas 2 votos.
PHS, PAN, PGT e PTdoB também fizeram suas estreias em nível municipal. Com exceção do PTdoB, que não teve nenhum candidato a vereador, os demais partidos não tiveram desempenho expressivo nas urnas. Marcou também a reestreia do PST em eleições municipais, já que o partido homônimo participou apenas do pleito de 1992.
4 partidos ficaram de fora da eleição: PCB, PRONA, PRTB e PSD.
Entre os candidatos menos votados, o destaque foi para o ex-prefeito Chico Franca, do PDT, que obteve apenas 9 sufrágios do eleitorado pessoense. As candidaturas de Roberto Lucena (PSB), Linda (PRN), Cássia (PHS), Sônia Rejane (do mesmo partido), Betânia (PST) e Mac (PSL) foram indeferidas